# IXe législature du Parlement de La Rioja
La IXe législature du Parlement de La Rioja est un cycle parlementaire du Parlement de La Rioja, d'une durée de quatre ans, ouvert le 18 juin 2015, à la suite des élections du 24 mai 2015, et clos le 2 avril 2019.

## Bureau du Parlement
| Poste                   | Titulaire                   | Parti | Parti   |
| ----------------------- | --------------------------- | ----- | ------- |
| Présidente              | Lourdes González            |       | PP      |
| Premier vice-président  | Tomás Martínez              |       | Cs      |
| Seconde vice-présidente | Ana Santos                  |       | PSOE-LR |
| Premier secrétaire      | Félix Vadillo               |       | PP      |
| Premier secrétaire      | Noemí Manzanos (05/09/2018) |       | PP      |
| Second secrétaire       | Ricardo Velasco             |       | PSOE-LR |

## Groupes parlementaires
| Nom | Nom               | Début | Fin | Porte-parole                                                                                       |
| --- | ----------------- | ----- | --- | -------------------------------------------------------------------------------------------------- |
|     | Groupe populaire  | 15    | 15  | Concepción Arruga Jesús Garrido (05.05.2017)                                                       |
|     | Groupe socialiste | 10    | 10  | Concha Andreu                                                                                      |
|     | Groupe Podemos    | 4     | 4   | Germán Cantabrana Juan Calvo (05.02.2016) Carmen Sáinz (12.05.2017) Germán Cantabrana (16.02.2018) |
|     | Groupe Ciudadanos | 4     | 3   | Diego Ubis                                                                                         |
|     | Non-inscrit       | -     | 1   | -                                                                                                  |

## Commissions parlementaires
| Commission                                                                                         | Président                     | Parti   | Parti |
| -------------------------------------------------------------------------------------------------- | ----------------------------- | ------- | ----- |
| Commissions permanentes législatives                                                               |                               |         |       |
| Commission des Finances                                                                            | Nuria del Río                 | PSOE-LR |       |
| Commission de la Santé                                                                             | Juan Miguel Calvo             | Podemos |       |
| Commission des Politiques sociales, de la Famille, de l'Égalité et de la Justice                   | Noemí Manzanos                | PP      |       |
| Commission de l'Éducation, de la Formation et de l'Emploi                                          | Concepción Arruga             | PP      |       |
| Commission de l'Éducation, de la Formation et de l'Emploi                                          | Esther Agustín (07.03.2018)   | PP      |       |
| Commission du Développement économique et de l'Innovation                                          | Regina Laorden                | PP      |       |
| Commission du Développement économique et de l'Innovation                                          | Noelia Moreno (07.03.2018)    | PP      |       |
| Commission de l'Agriculture, de l'Élevage et de l'Environnement                                    | Yolanda Preciado              | PP      |       |
| Commission de l'Équipement et de la Politique territoriale                                         | Jesús María García            | PSOE-LR |       |
| Commission du Budget                                                                               | Félix Caperos                 | PSOE-LR |       |
| Commission du Budget                                                                               | Ricardo Velasco (20.11.2017)  | PSOE-LR |       |
| Commissions permanentes non-législatives                                                           |                               |         |       |
| Commission du Règlement et du Statut du député                                                     | Lourdes González              | PP      |       |
| Commission des Pétitions et de la Défense du citoyen                                               | Raquel Sáenz                  | PP      |       |
| Commission des Pétitions et de la Défense du citoyen                                               | Catalina Bastida (22.02.2018) | PP      |       |
| Commission institutionnelle, du Développement statutaire et du Régime de l'administration publique | Tomás Martínez                | Cs      |       |

## Gouvernement et opposition
Pedro Sanz renonce à exercer un sixième mandat dans le but de faciliter la signature d'un accord entre le Parti populaire, qui a perdu sa majorité absolue, et Ciudadanos (Cs) puis annonce que José Ignacio Ceniceros prendra sa suite.
| Candidat                    | Date                                        | Vote       |      |    |    |      | Résultat |  |  |  |  |  |  |  |  |  |  |  |  |  |  |  |  |
| Candidat                    | Date                                        | Vote       | PSOE | PP | Cs | Pod. | Résultat |  |  |  |  |  |  |  |  |  |  |  |  |  |  |  |  |
| José Ignacio Ceniceros (PP) | 1er juillet 2015 (majorité absolue requise) | Oui        | 15   |    |    |      | 15 / 33  |  |  |  |  |  |  |  |  |  |  |  |  |  |  |  |  |
| José Ignacio Ceniceros (PP) | 1er juillet 2015 (majorité absolue requise) | Non        |      | 10 |    | 4    | 14 / 33  |  |  |  |  |  |  |  |  |  |  |  |  |  |  |  |  |
| José Ignacio Ceniceros (PP) | 1er juillet 2015 (majorité absolue requise) | Abstention |      |    | 4  |      | 4 / 33   |  |  |  |  |  |  |  |  |  |  |  |  |  |  |  |  |
| José Ignacio Ceniceros (PP) |                                             |            |      |    |    |      |          |  |  |  |  |  |  |  |  |  |  |  |  |  |  |  |  |
| José Ignacio Ceniceros (PP) | 3 juillet 2015 (majorité simple)            | Oui        | 15   |    |    |      | 15 / 33  |  |  |  |  |  |  |  |  |  |  |  |  |  |  |  |  |
| José Ignacio Ceniceros (PP) | 3 juillet 2015 (majorité simple)            | Non        |      | 10 |    | 14   | 14 / 33  |  |  |  |  |  |  |  |  |  |  |  |  |  |  |  |  |
| José Ignacio Ceniceros (PP) | 3 juillet 2015 (majorité simple)            | Abstention |      |    | 4  |      | 4 / 33   |  |  |  |  |  |  |  |  |  |  |  |  |  |  |  |  |

## Désignations

### Sénateur
| Parti | Parti | Sénateurs désignés | Voix |
| ----- | ----- | ------------------ | ---- |
| PP    |       | Pedro Sanz Alonso  | 17   |

- Désignation : 8 juillet 2015.